# Lophothorax alamphodes
Lophothorax alamphodes là một loài bướm đêm trong họ Geometridae.